# SN 2002kr
SN 2002kr – supernowa typu Ia odkryta 3 listopada 2002 roku w galaktyce A021734-0453. W momencie odkrycia miała maksymalną jasność 24,50m.